# 국립보건연구원
국립보건연구원(國立保健硏究院, Korea National Institute of Health, 약칭: NIH)은 감염병, 만성 질환, 희귀 난치성 질환 및 손상 질환에 관한 시험·연구업무를 분장하는 질병관리청의 소속기관이다. 1945년 7월 24일 조선방역연구소로 설립하였고, 1949년 12월 중앙방역연구소로, 1959년 12월 국립방역연구소로 개칭되었다. 그후 1963년 12월 17일 국립방역연구소, 국립화학연구소, 국립생약시험소를 통합하여 국립보건연구원으로 명명되었고, 1967년 2월 11일 국립보건연구원으로 개칭되고 1국, 4부, 4과(분야), 17과(부서)로 조직개편하였다. 1978년 7월 28일, 이 중 위생부는 국립환경연구원으로 분리독립하였다. 1981년 국립보건연구원은 국립보건원으로 개칭하고 안전성연구부를 신설하였고 식의약품 안전성에 관한 업무를 관장하였다. 1987년 12월 5일 안전성연구부는 국립보건안전연구원으로 분리독립하였으며, 1996년에 국립보건연구원의 식품화학과, 생약부, 식품미생물학과, 방사선표준부가 식품의약품안전본부(현재 식품의약품안전처(약칭: 식약처))의 신설에 따라 이관되었다.
1998년 2월 28일 보건복지부 보건국이 폐지되면서 보건국이 담당했던 방역, 질병관리, 생활보건 등의 업무가 국립보건연구원으로 이관되었다.
1999년 5월 24일 감염병질환부를 신설하고 방역과, 역학조사과, 기획통계과를 구성하였다.
2003년 12월 18일 질병관리본부가 발족하였고, 국립보건연구원은 연구중심기관으로 발전하였다. 충청북도 청주시 흥덕구 오송보건의료행정타운 내에 위치하고 있다. 원장은 고위공무원단 가등급에 속하는 보건연구관으로 보하되, 임기제공무원으로 보할 수 있다.

## 연혁
- 2003년 12월 18일: 질병관리본부 소속으로 국립보건연구원 설치.
- 2020년 9월 12일 : 상급 소속기관 변경 (질병관리본부 -> 질병관리청)

## 조직

### 원장 직속
- 연구기획과[1]
- 생물안전평가과[2]

### 감염병연구센터
감염병연구센터장 산하 5과로 구성되어 있다.
하위 조직
- 바이러스질환연구과[2][6]
- 세균질환연구과[2][7]
- 신종감염병·매개체연구과[2][8]
- 약제내성과[2][9]
- 백신연구과[2][10]

목표
- 감염병 극복에 필요한 핵심 연구 기술 및 연구역량 확보
- 신변종 및 해외유입 감염병 대응을 위한 핵심연구 수행
- 급만성 감염병 관리를 위한 과학적 근거 확보
- 백신 자급 역량 제고를 위한 기술 및 기반 확보
- 병원체 자원 다양성 확보 및 활용 촉진을 통한 국내 감염병 연구 활성화

### 생명의과학센터
생명의과학센터장 산하 6과로 구성되어 있다.
하위 조직
- 난치성질환과[2]
- 뇌질환과[2]
- 심혈관질환과[2]
- 내분비대사질환과[2]
- 호흡기·알레르기질환과[2]
- 희귀질환과[2][4][12]

목표
- 바이오마커 개발
- 임상시험용 치료제 개발‧지원
- 질병모형 및 임상지침 개발
- 국가 만성질환 연구 기획

### 유전체센터
유전체센터장 산하 6과로 구성되어 있다.
하위 조직
- 유전체역학과[2][14]
- 생명정보연구과[1][15]
- 유전체연구과[2][4][16]
- 바이오뱅크과[1][17]
- 생명과학연구관리과[1][18]
- 의과학지식관리과[1][19]

목표
- [유전체연구] 유전체 자료 및 보건의료 빅데이터 활용 연구 선도
  - 건강 및 질병관련 생체지표 개발
  - 임상적용 후보유전자 발굴
  - 인체자원 관리기술 개발

- [연구인프라] 4차 산업혁명대응 정밀의료 연구자원 생태계 구축
  - 정밀의료 코호트 구축
  - 목적형(질환중심형)바이오뱅크 구축
  - 생명윤리 정보제공 서비스 확대
  - 국가의과학지식베이스(논문초록) 구축

## 같이 보기
- 오송생명과학산업단지
- 질병관리청
- 한국보건산업진흥원
- 한국보건복지정보개발원
- 한국보건복지인력개발원
- 한국보건의료인국가시험원
- 한국인유전체역학조사사업